# ReNatur
ReNatur oder lang ReNatur – Film über das Ende des Bergbaus der Steinkohle ist eine Dokumentation des Regisseurs Roman Redzimski aus dem Jahr 2021 und beschäftigt sich mit dem Kunst- und Ausstellungsprojekt „ReNatur“. ReNatur zeigt die natürliche Bewachsung, von Zechen und Gruben im Saarland und im Ruhrgebiet, durch heimische Pflanzen.

## Handlung
Die Industriehochburgen, wie Gruben, Zechen und mehr, stehen shon lange leer und viele sind in Vergessenheit geraten. Überall wo damals hunderte von Menschen gearbeitet haben, erwachen nun Pflanzen zum Leben. Ungestört von Menschen holen sie sich nun ihren Lebensraum zurück.

## Produktion und Veröffentlichung
Der Film wurde 2021 im Ruhrgebiet und im Saarland an mehreren stillgelegten Gruben und Zechen  gedreht. Der Film hatte seine Premiere auf der dazugehörigen Ausstellung in Schiffweiler.